# Sistema de referencia geodésico
Un sistema de referencia geodésico es un recurso matemático que permite asignar coordenadas a puntos sobre la superficie terrestre. Son utilizados en geodesia, navegación, cartografía y sistemas globales de navegación por satélite para la correcta georreferenciación de elementos en la superficie terrestre. Estos sistemas son necesarios dado que la Tierra no es una esfera perfecta.
Dentro de estos cabe distinguir los llamados sistemas locales, que utilizan para su definición un elipsoide determinado y un punto datum, y los sistemas globales cuyos parámetros están dados por una terna rectangular (X, Y, Z) cuyo origen se encuentra en el geocentro terrestre. Para definir las coordenadas geodésicas (latitud, longitud y altura) cuentan con un elipsoide de revolución asociado. En la realidad tanto el centro como los ejes son inaccesibles en la práctica.

## Sistemas de referencia geodésicos
Estos son algunos ejemplos de los sistemas geodésicos más utilizados:
- WGS84, Sistema geodésico mundial que data de 1984.
- ED50, Datum europeo de 1950.
- ETRS89, Sistema de referencia terrestre europeo de 1989 muy similar al WGS84.
- NAD83, Datum estadounidense de 1983 el cual es muy similar al WGS84.
- PSAD56, Datum provisional sudamericano de 1956.
- SIRGAS, Sistema de Referencia Geocéntrico para las Américas.